# ستينز
ستينز بلدة إنجليزية تقع على ضفاف نهر التيمز بمقاطعة سري، أقصى شمال المقاطعة وإلى غرب لندن.

## الاقتصاد
نظرا لقربها من مطار هيثرو وللعاصمة، جذبت عدة شركات لاختيارها موقعا لمكاتبها، ومنها:
- بوبا (توفير الرعاية الصحية)
- وود جروب كيني (استشارات النفط والغاز)
- إن دي إس - سيسكو (إدارة الحقوق الرقمية)
- سيمنز - قسم أتمتة المباني
- المقر الوطني لبريتش غاز المملوكة لسنتريكا
- سامسونغ - معهد أبحاث الإلكترونيات وقسم البحث والتطوير للمملكة المتحدة

## أعلام
- إي. إل. غرانت واتسون
- سيسيل كوري
- نيكولاس شامبرلين
- بيل مونتجومري
- ألان غلوفر
- نات غولد
- تيري كوران